# Relations entre l'Afghanistan et la Grèce
Les relations entre l'Afghanistan et la Grèce constituent les relations étrangères bilatérales entre l'émirat islamique d'Afghanistan et la République hellénique.
Les relations diplomatiques entre l'Afghanistan et la Grèce existent depuis plusieurs siècles.

## Historique

### Premières relations
Le premier contact entre la Grèce et l'Afghanistan a lieu en 330 av. J.-C., lorsqu'Alexandre le Grand entre sur le territoire actuel de l'Afghanistan. Alexandre fonde plusieurs villes afghanes modernes telles qu'Alexandrie d'Arachosie (aujourd'hui Kandahar), Alexandrie d'Ariana (aujourd'hui Herat), Alexandrie de l'Oxus (Ai-Khanoum) et Alexandrie d'Opiana (aujourd'hui Ghazni). Alexandre rencontre également des Branchides locuteurs grecs qui ont émigré depuis Milet vers Afghanistan sur ordre de Xerxès I. Près de cent ans après la mort d'Alexandre, le royaume gréco-bactrien et le royaume indo-grec sont fondés en Afghanistan par des descendants de Grecs qui se sont installés dans la région.
Les édits grecs d'Ashoka de Kandahar , qui font partie des principaux édits de l'empereur indien Ashoka, sont écrits en grec. Ils sont trouvés dans le vieux Kandahar. Une inscription en grec réalisée par Sophytos, fils de Naratos, au IIe siècle avant notre ère, est retrouvée également dans la ville de Kandahar.
Après l'effondrement des royaumes grecs en Afghanistan, les contacts seraient presque inexistants entre l'Afghanistan et la Grèce, jusqu'à la guerre ottomans-Hotaki de 1722 à 1727, lorsque l'Empire ottoman (dont la Grèce fait partie) se bat contre les troupes afghanes, pour obtenir le contrôle de toutes les parties occidentales et nord-ouest de l'Iran actuel.

### Relations modernes

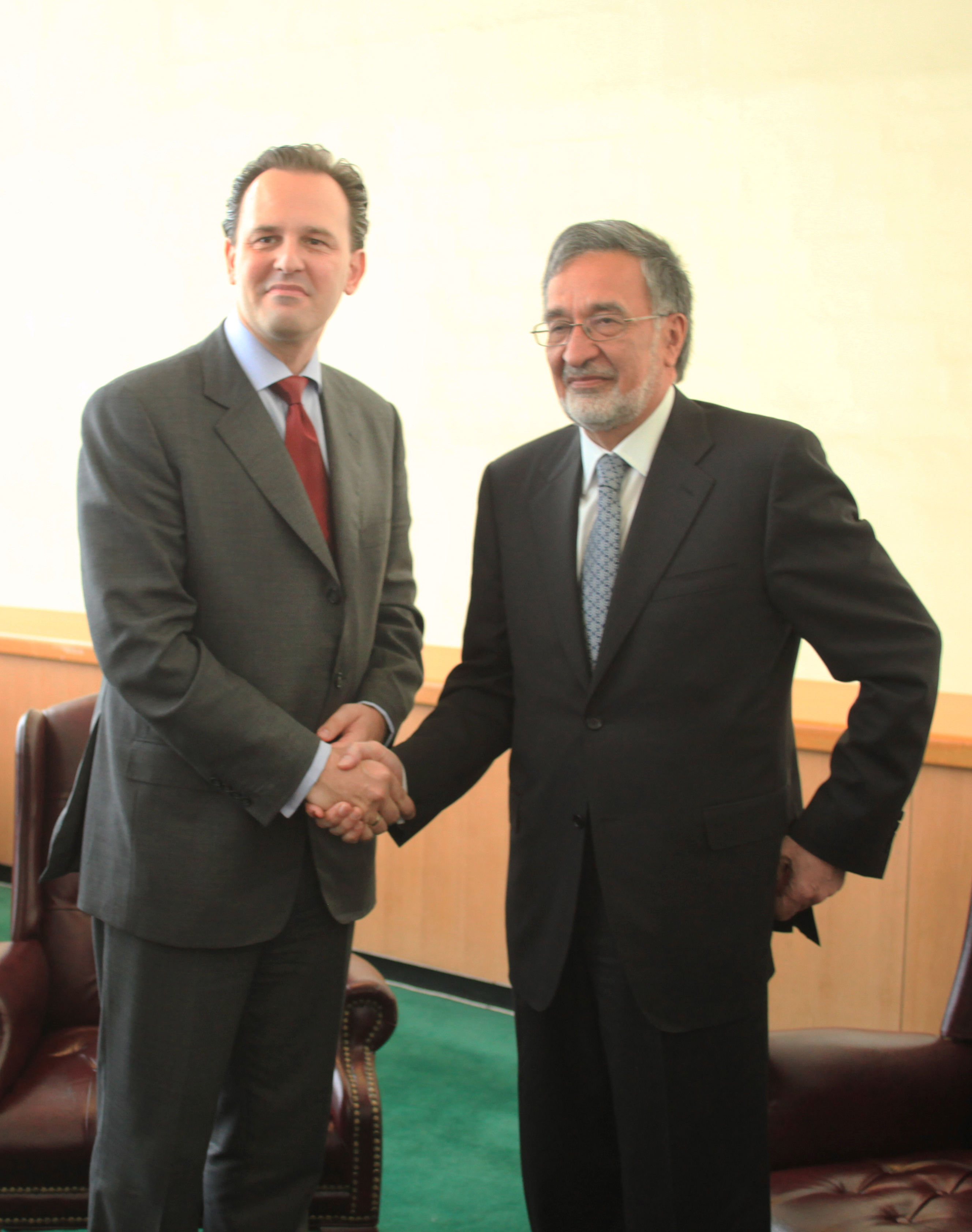
Le ministre grec des Affaires étrangères Dimítris Droútsas rencontre le ministre afghan des Affaires étrangères Zalmai Rassoul en 2010.

La Grèce fait don de fonds pour renforcer la sécurité au Musée national afghan en 1993 et 1996. Le pays méditerranéen propose ensuite d'acheter des objets et/ou de les stocker en Grèce pour les conserver, ainsi que d'envoyer des fonds et des experts pour aider à la restauration après la guerre.
En 2001, la Grèce, en tant que membre de l'OTAN, rejoint la Force internationale d'assistance et de sécurité et envoie des troupes participer à la guerre en Afghanistan pour combattre les talibans et Al-Qaïda.
En 2004, l'Afghanistan et la Grèce établissent officiellement des relations diplomatiques. En décembre 2017, l'Afghanistan ouvre une ambassade à Athènes, sa toute première mission diplomatique en Grèce.
Au fil des ans, les deux nations signent des accords bilatéraux tels qu'un accord pour l'établissement d'une représentation politique entre les deux pays. Chaque année, la Grèce offre des bourses aux étudiants afghans dans le domaine de l'archéologie et pour la formation au déminage.

## Migration
Depuis le début de la guerre en Afghanistan en 2001, il y a une augmentation de la migration afghane vers la Grèce. Alors que la situation en Afghanistan empire, des milliers de réfugiés afghans entrent en Grèce et demandent l'asile, cependant, la majorité des migrants passent par le pays pour rejoindre d'autres états européens. En 2016, il y a environ 10 000 à 15 000 Afghans résidant en Grèce, la majorité d'entre eux a des documents d'asile temporaires et vit dans des camps de réfugiés tels que le camp de réfugiés de Diavata. Environ 2 000 Afghans se sont installés et vivent en Grèce, la plupart à Athènes.

## Représentations diplomatiques
- L'Afghanistan possède une ambassade à Athènes.
- L'ambassade de Grèce à Islamabad (Pakistan) est accréditée en Afghanistan[10].